# A bébisintér
A bébisintér (eredeti címe: The Sitter) 2011-ben bemutatott amerikai filmvígjáték, amelynek rendezője David Gordon Green, forgatókönyvírói Brian Gatewood és Alessandro Tanaka. A főszerepben Jonah Hill, Max Records, Ari Graynor, J. B. Smoove és Sam Rockwell látható.
Az Amerikai Egyesült Államokban 2011. december 9-én mutatták be. Általánosságban negatív véleményeket kapott a kritikusoktól, és 34 millió dolláros bevételt hozott a 25 millió dolláros költségvetésével szemben.

## Rövid történet
Noah kénytelen szomszédja gyerekére vigyázni. Azonban a dolgok drasztikusan megváltoznak, amikor elmegy a városba meglátogatni a barátnőjét.

## Szereplők
- Jonah Hill: Noah Scott Griffith
- Max Records: Slater Pedulla
- Ari Graynor: Marisa Lewis
- Sam Rockwell: Karl Fairhurst
- J. B. Smoove: Julio Murphy
- Sean Patrick Doyle: Garv
- Landry Bender: Blithe Pedulla
- Kevin Hernandez: Rodrigo Pedulla
- Kylie Bunbury: Roxanne
- Samira Wiley: Tina
- Alex Wolff: Clayton
- Method Man: Jacolby
- Erin Daniels: Mrs. Amy Pedulla
- D. W. Moffett: Dr. John Pedulla
- Jessica Hecht: Mrs. Sandy Griffith
- Bruce Altman: Mr. Jim Griffith
- Nicky Katt: Petite
- Jessica DiGiovanni: lány a buliban
- Grace Aronds: önmaga
- Jane Aronds: önmaga
- Gracie Lawrence: Wendy Sapperstein

## Fogadtatás

### Kritikai visszhang
A Rotten Tomatoes honlapján 22%-os értékelést ért el 111 kritika alapján, és 4.23 pontot szerzett a tízből. A Metacritic oldalán 39 pontot szerzett a százból, 29 kritika alapján. A CinemaScore honlapján átlagos minősítést kapott.
Az Empire Magazine két csillaggal értékelte a maximális ötből. A The Guardian egy pontot adott a filmre a maximális ötből. Roger Ebert szintén egy pontot adott a filmre. Kritikája szerint "nem hibáztatom Green-t azért, mert ebben a műfajban dolgozik; azért viszont hibáztatom, mert egy rossz, humortalan filmet csinált".

### Bevétel
A bébisintér 30,4 millió dolláros bevételt ért el az Egyesült Államokban és Kanadában, valamint 4,5 millió dollárt más területeken, így összesen 34,9 millió dollárt gyűjtött a 25 millió dolláros gyártási költségvetéssel szemben.
A film a nyitóhétvégén 9,9 millió dollárt hozott, ezzel a második helyen végzett a Szilveszter éjjel (13 millió dollár) mögött.

### Médiakiadás
A film 2012. március 20-án jelent meg DVD-n és Blu-ray lemezen.